# Domptail-en-l’Air
Domptail-en-l’Air ist eine französische Gemeinde im Département Meurthe-et-Moselle in der Region Grand Est. Sie gehört zum Arrondissement Lunéville und zum Kanton Lunéville-2. Nachbargemeinden sind Romain im Nordosten, Méhoncourt im Osten, Brémoncourt im Südosten, Haigneville im Süden, Lorey im Südwesten, Saint-Mard im Westen sowie Haussonville im Nordwesten.

## Bevölkerungsentwicklung

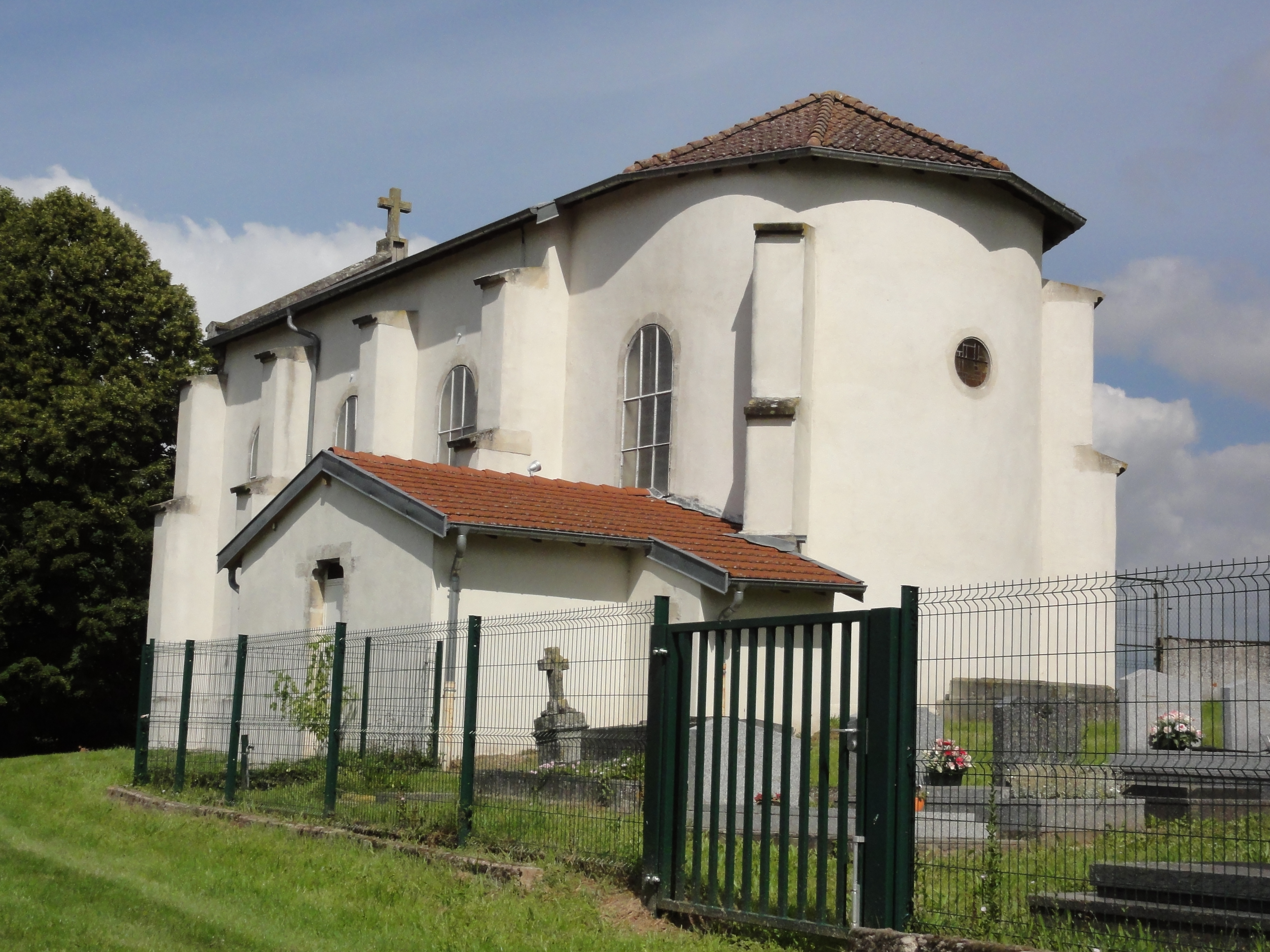
Kirche Saint-Étienne

| Jahr      | 1962 | 1968 | 1975 | 1982 | 1990 | 1999 | 2008 | 2019 |
| --------- | ---- | ---- | ---- | ---- | ---- | ---- | ---- | ---- |
| Einwohner | 43   | 39   | 32   | 44   | 55   | 51   | 60   | 71   |